# Postelsia

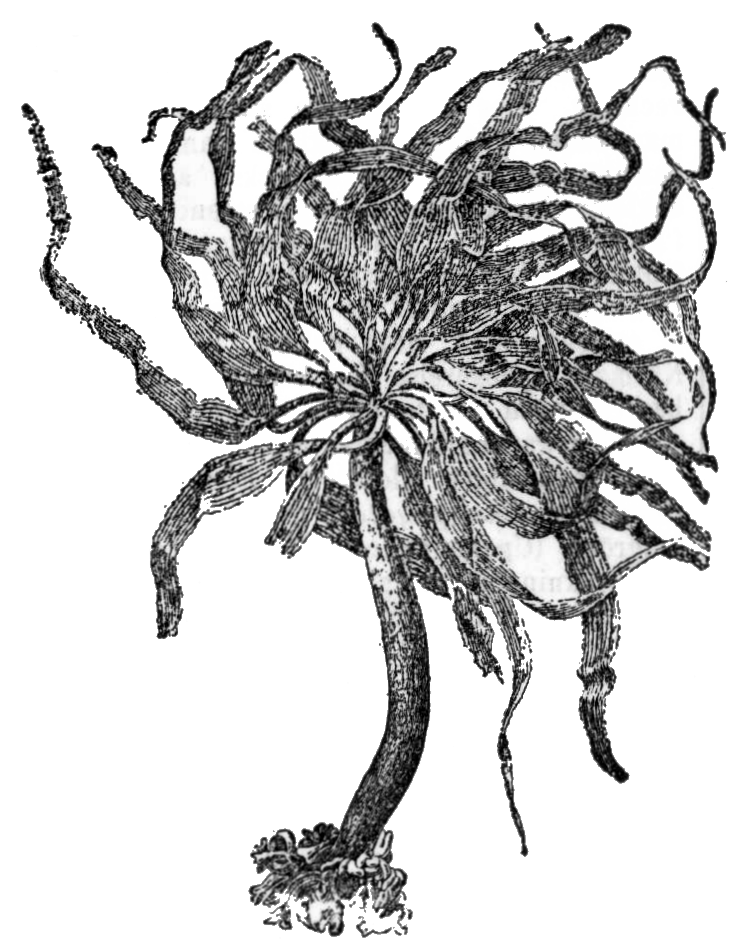
Um dos desenhos originais de Ruprecht.

Postelsia, também denominada palma-de-mar ou palmeira-de-mar, é um género de kelp incluído na classe Phaeophyceae (algas castanhas). O género é monotípico, tendo como única espécie Postelsia palmaeformis, uma macroalga com distribuição natural ao longo da costa oeste da América do Norte, preferindo habitats rochosos da zona entremareal batidos por ondulação permanente. É uma das poucas algas que pode sobreviver e permanecer erecta fora da água, passando grande parte de seu ciclo de vida exposta ao ar. A espécie é anual, sendo comestível por humanos, embora não se aconselha a sua colheita.

## História
Os nativos de Califórnia denominavam a alga a palm kakgunu-chale antes da chegada dos europeus.  Postelsia foi descrita cientificamente por Franz Josef Ruprecht (1814–1870) em 1852 a partir de um espécimen encontrado perto de Bodega Bay na Califórnia. Ruprecht, um austro-húngaro que era curador de botânica na Academia de Ciências em San Petersburgo em 1839, estudou espécies de macroalgas colectados pelo botânico Ilya Vosnesensky, e publicou um trabalho descrevendo uma erva marinha e cinco macroalgas, uma das quais era Postelsia.  A palma-de-mar tem sido utilizada em vários livros de texto, tais como o livro de texto de Biologia de Campbell - Reece, como um exemplo de uma protista multicelular, e também como um exemplo da classe Phaeophyceae.
O nome binomial da palma de mar, Postelsia palmaeformis, representa dois elementos.  O nome genérico faz honra a Alexander Philipov Postels, um geólogo e artista nascido na Estónia que trabalhou com Ruprecht, enquanto o nome científico descreve a aparência similar do com uma palmeira.

## Registos fósseis
Um dos puzzles mais interessantes na icnotaxonomia, corresponde aos fósseis do Monte Bolca, um lagerstätte não longe de Verona (Itália), que originalmente foram denominados Zoophycos caput-medusae, e que anteriormente se pensava eram restos fósseis, mas depois se descobriu que na realidade eram plantas e em 1866 o zoólogo francês Henri Milne-Edwards os denominou Algarum. O espécimen tipo colectado pelo paleobotânico italiano Abramo Bartolommeo Massalongo antes de 1855 e conserva-se no Museu de História Natural em Verona e foi conservado nos blocos inferior e superior de uma arenito litográfica.
Quando o botânico italiano Achille Forti (Verona, 28 de novembro 1878 — Verona, 11 de fevereiro 1937) trabalhou sobre estes espécimenes em 1926, os reinterpretou como parentes próximos de Postelsia, agora se sabe que são um alga castanha, que teria vivido nas águas costeiras dos mares do período Eoceno. Forti renomeou à espécie como Postelsia caput-medusae colocando no género Postelsia, que na actualidade só aloja uma espécie, Postelsia palmaeformis. O fóssil da planta indica que a mesma contava com um disco adesivo na parte inferior, com um estípite similar talho desde ali até as frondes que medem uns 5 cm a 10 cm. Em vida, as frondes teriam flutuado verticalmente durante a maré alta mas durante a maré baixa ter-se-iam virado sobre o estípite.
Curiosamente, outras espécies deste depósito colectadas e descritas por Massalongo em 1855 em realidade eram restos de fósseis, unicamente este espécimen em questão era Postelsia.

## Morfologia
Postelsia possui dois morfologias diferentes- uma para a sua etapa de esporófito monoico diploide, que é a porção dominante de seu ciclo vital, e outra para sua etapa breve como gametófito dioico haploide.  Como todas as macroalgas, a etapa esporofita de Postelsia consiste de um devasto, o qual esta conformado por um estípite a guisa de talho coroado com mais de 100 lâminas similares a folhas, e que descansa sobre um rizoide similar a uma raiz.  O rizoide ancora o organismo às rochas sobre as que vive. A palma de mar não possui um sistema vascular; o estípite é sozinho para sustentar o organismo e sustentar as frondes por sobre outros organismos de forma que recebam mais luz.  O estípite é só um cano oco firme, capaz de suportar as condições próprias de exposição ao ar durante a maré baixa como também a acção das ondas durante a maré alta. As lâminas têm ranhuras, os esporângios estão alojados em ditas ranhuras. A etapa gametófita é microscópica, e consiste de umas poucas células. Os gametófitos produzem esperma e ovos para criar novos esporófitos.
De maneira similar a todos os paeofitos, as palmas de mar utilizam para a fotossíntese os pigmentos de clorofila, fucoxantina, e carotenos. As paredes das suas células são formadas por alginato.  Utilizam laminarina e manitol para armazenamento.

## Ciclo vital e crescimento

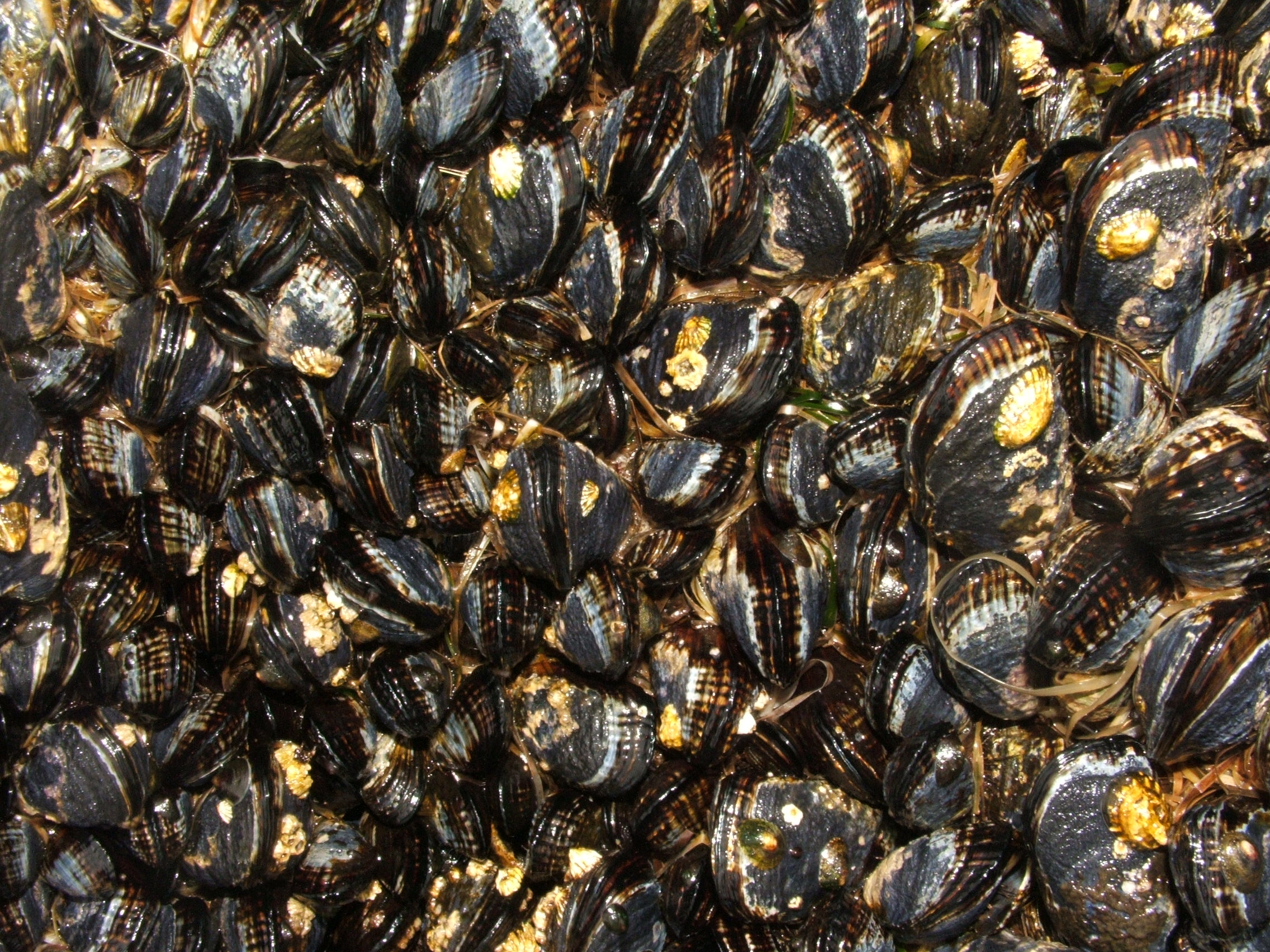
O mexilhão-da-califórnia (Mytilus californianus) é o competidor animal principal de Postelsia.

De maneira similar ao resto das algas pardas, Postelsia passa por uma alternância de gerações, e é uma espécie anual. O esporófito diploide produz, mediante meiose, esporas haploides, que se ancoram pelas ranhuras das lâminas para o substrato, o qual pode ser moluscos bivalves, cirripedos, ou rocha nua. Mediante  mitose os esporos convertem-se em pequenos gametófitos haplóides multi-celulares, macho e fêmea. Os gametófitos macho e fêmea criam esperma e ovos, respectivamente. O esperma atinge o ovo e o fertiliza, produzindo um zigoto diploide, que se desenvolve formando um novo esporófito.
Quando jovem Postelsia tem uma cor verde, que se transforma em castanho dourado ao se desenvolver, atingindo uma altura de 50 a 75 cm.
Ao crescer o alga Postelsia, sua estípite engrossa progressivamente de forma similar ao que sucede com o tronco de uma árvore. As células abaixo da epiderme, denominada o meristoderma, dividem-se com rapidez formando anéis de crescimento, novamente de maneira similar a uma árvore. No entanto, a maior flexibilidade do estípite de Postelsia' comparado com o tronco lenhoso de uma árvore determina diferenças importantes. Postelsia deve ser mais grosso que uma árvore de igual altura para poder se sustentar. No entanto, o estípite está muito melhor adaptado para o habitat costeiro, já que permite-lhe ao alga inclinar-se ante a acção constante das ondas. Dito tipo de ambiente faria que a madeira lenhosa da árvore se danifique.
As lâminas do novo esporófito crescem a partir de uma ou duas cintas iniciais mediante subdivisão. Forma-se uma iniciação no centro da cinta na sua base, a qual se estende a todo o longo da lâmina até que a divide em duas partes.

## Habitat

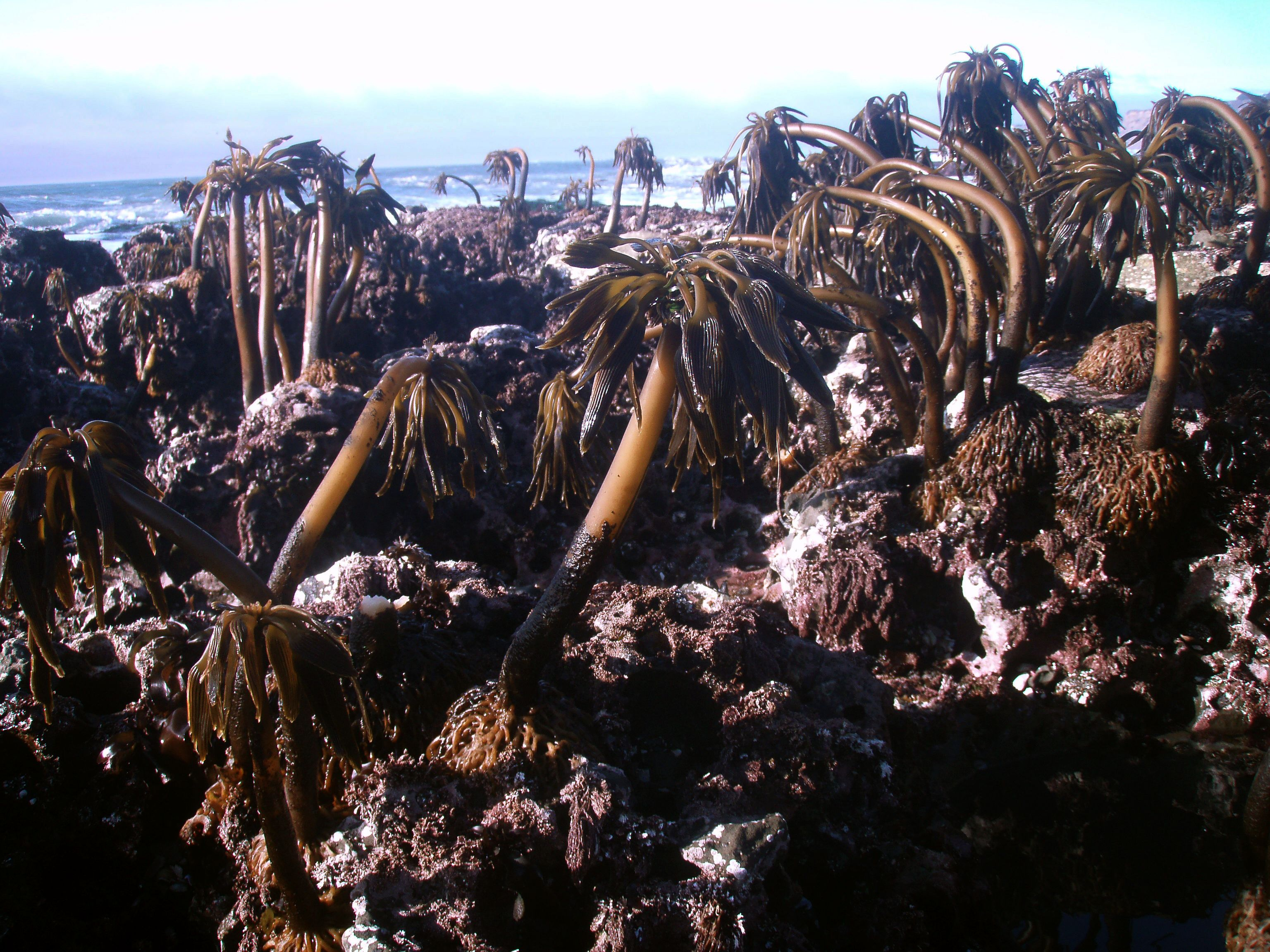
Postelsia palmaeformis na mare baixa na Califórnia

As palmeiras de mar encontram-se na costa rochosas do oeste de América do Norte, desde o norte na ilha de Vancouver, até a zona sul da costa central de Califórnia. Vivem no meio da cota superior da faixa das mares em zonas com muita ondulação.  Uma grande ondulação e aumenta a disponibilidade de nutrientes e move as cintas do pé, permitindo que maior quantidade de luz do sol chegue até o organismo para fazer fotosintesis.  E também a acção constante das ondas remove os competidores, tais como a Califórnia mussel. Estudos recentes têm indicado que Postelsia cresce em maior número quando existe concorrência - um grupo de controle sem competidores produziu menor quantidade de descendentes que um grupo experimental com vieiras; onde se infere que as vieiras provavelmente provejam protecção para desenvolver os gametofítos.  Alternativamente, acha-se que as vieiras podem prevenir o crescimento de outras algas competidoras tais como Corallina ou Halosaccion, permitindo que Postelsia cresça livre logo que a acção das ondas desloca as vieras.